# Artemis
Artemis (アルテミス Arutemisu?) es un personaje en la serie de manga y anime Sailor Moon. Se trata de un gato blanco que posee la facultad de hablar y acompaña siempre a Minako Aino. Ante otras personas así como ante la propia familia de Minako, sin embargo, finge ser un gato común y corriente. Su pelaje es de color blanco con una marca amarilla en forma de luna creciente en la frente, y sus ojos son verdes o azules (según la adaptación de la historia). Este personaje parece por primera vez en el Acto 1 del manga Codename wa Sailor V, precuela de la serie Sailor Moon. Más tarde, en la propia trama de Sailor Moon, su presentación inicial ocurre siempre en la primera temporada, en todas las versiones de dicha secuela. En el manga y en Sailor Moon Crystal aparece desde el Acto 8, mientras que lo hace desde el episodio 33 en el primer anime, y a partir del Acto 11 en la serie en imagen real Pretty Guardian Sailor Moon.
Él es quien le da a Minako la noticia de que su destino es convertirse en una Sailor Senshi, una guerrera que lucha por la justicia. A instancias de Artemis, Minako adopta temporalmente como nombre de batalla el alias de "Sailor V", para después revelar su identidad como la justiciera elegida para representar al planeta Venus, Sailor Venus. Más tarde, tanto Artemis como Sailor Venus se unen al grupo de justicieros liderado por la protagonista, Sailor Moon. Al igual que Luna (la gata que acompaña siempre a Sailor Moon), el gato Artemis también proviene de un antiguo reino llamado el Milenio de Plata. Por lo tanto, ambos pueden hablar, tienen una inteligencia humana y otras habilidades fuera de lo común. Él es el compañero de Luna, con quien en el futuro Tokio de Cristal tiene una hija llamada Diana. En el manga y en Pretty Guardian Sailor Moon Eternal posee la facultad de adoptar forma humana, de la misma manera que Luna y Diana.
En el japonés original, el seiyu Yasuhiro Takato es quien da voz a este personaje en la primera serie animada, mientras que su rol es interpretado por el actor Keiji Himeno, vistiendo un disfraz de gato, en el primer musical de Sailor Moon. En la serie en imagen real, Artemis es representado por un gato blanco de peluche cuya voz es interpretada por Kappei Yamaguchi. En Sailor Moon Crystal, es interpretado por el seiyu Yohei Obayashi.

## Historia

### El Reino de la Luna
En casi todas las versiones de la serie, Artemis y su compañera, Luna, son los únicos sobrevivientes del antiguo Milenio de Plata, también conocido como Reino de la Luna, luego de que este reino fuera devastado por el Reino Oscuro bajo el mando de la maligna reina Beryl. Tras la caída del reino, la  Reina Serenity envía las almas de su hija, la Princesa Serenity, y sus cuatro guardianas, Sailor Venus, Sailor Mars, Sailor Jupiter y Sailor Mercury, a reencarnar en la Tierra del futuro. Antes de morir, por otra parte, la reina pone a Artemis y a Luna en un estado de animación suspendida y los envía también al planeta Tierra, donde despertarán en el futuro del siglo XX.

### El presente
Una vez despiertos, sin embargo, los dos gatos del Reino Lunar descubren que los villanos que acabaron con su antiguo hogar han regresado, y ahora de nuevo amenazan al mundo. Su deber, entonces, consiste en encontrar las almas reencarnadas de la Princesa de la Luna y sus cuatro guardianas, para que juntos puedan combatir a este malvado grupo. 
Para lograr esto, Artemis y Luna, de manera separada, se dirigen cada uno a ejecutar una misión distinta. Mientras Luna va en busca de la futura Sailor Moon, Usagi Tsukino, Artemis se convierte en el compañero leal e incondicional de Minako Aino; a quien empieza a entrenar como ""Sailor V" y como la futura Sailor Venus. En Codename wa Sailor V es el mismo Artemis quien le revela a Minako que ella es la reencarnación de la diosa de la belleza. Después le muestra a Minako, por primera vez, una visión del castillo Magellan; que le pertenece a ella y que se encuentra en la órbita alrededor del planeta Venus, el verdadero planeta natal de Sailor Venus. En el último capítulo de esta precuela, sin embargo, una vez que Minako y Artemis logran derrotar a todos los enemigos de Sailor V (los villanos de la Dark Agency), Minako logra recordar por sí misma su rol como una Sailor Senshi, así como su verdadera misión; la cual es encontrar y proteger a la reencarnación actual de Serenity, la Princesa de la Luna. Tras esto, tanto ella como Artemis empiezan a prepararlo todo para su futura reunión con Sailor Moon y el resto de las también renacidas Sailor Senshi del Sistema Solar Interno.
Según la versión del manga, al comienzo de la historia de Codename wa Sailor V Artemis arma un centro de operaciones secreto, oculto en el subsuelo del salón de videojuegos "Crown"; el mismo donde trabaja Motoki Furuhata. Este lugar, que aparece en el manga y en Sailor Moon Crystal, así como también en la serie en imagen real, recibe el nombre de "Centro de Comando" o "Base Secreta" (Secret base 秘密基地?). En el manga y en Crystal, éste es un salón al que sólo se accede a través del videojuego de Sailor V (el cual también ha sido fabricado por Artemis), y está repleto de grandes computadoras que sirven para buscar y analizar información sobre el enemigo.  En cambio, en Pretty Guardian Sailor Moon  se trata de un lugar más acogedor, con decoración más colorida, muebles hogareños como un sofá, mesa y sillas, y fotografías de las Sailor Senshi en las paredes; mientras que la puerta de acceso se muestra como por arte de magia cada vez que las protagonistas lo necesitan.
Inicialmente, Artemis parece conservar más recuerdos del Milenio de Plata que Luna; puesto que en la primera temporada de Sailor Moon él y Minako se dedican a guiar y darle instrucciones a ella y a las demás Sailor Senshi a través del videojuego de Sailor V, de manera anónima. En el manga y en Crystal se explica que Luna y Artemis habían decidido suprimir parte de la memoria de Luna, para que pudiera desempeñar su misión de entrenar a la verdadera princesa, Usagi, como una guerrera Sailor Senshi; mientras que Minako, con ayuda de Artemis y bajo el disfraz de "Sailor V", actuaba de señuelo, para así engañar a los enemigos.
En el primer anime, por otra parte, Artemis se comunica con Luna por medio del seudónimo de "Control Central" o "Control Maestro" (Game Machine ゲーム・マシン?); algo que sigue haciendo aún después de que él y Luna se han reencontrado. Cuando un problema técnico accidentalmente revela su identidad ante una sorprendida Luna, ésta se molesta al saber que él ha omitido decirle que es quien le ha estado dando órdenes desde el principio. Luego Artemis es quien le revela cuál es su verdadera responsabilidad, el verdadero deber de Luna; el cual es permanecer siempre al lado de la princesa (es decir, de Usagi).
Sólo en la versión del manga de Sailor Moon, se revela en la última temporada que tanto Luna como Artemis no son originarios del Sistema Solar, sino que llegaron al Milenio de Plata por primera vez en tiempos remotos, desde su planeta natal, Mau; el mismo del que proviene Sailor Tin Nyanko.

## Perfil

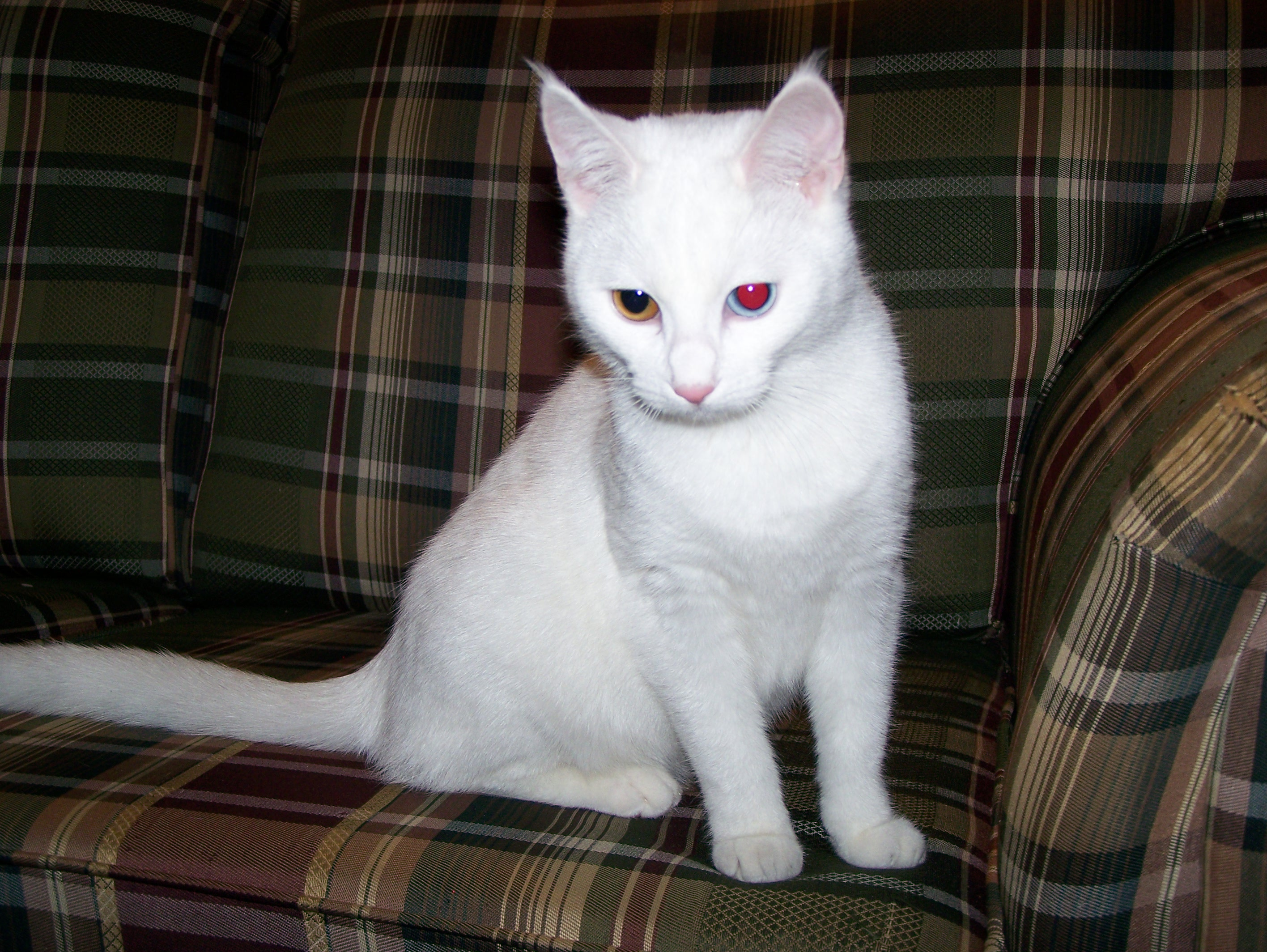
El personaje de Artemis es un gato totalmente blanco como el de la imagen.

Artemis es el compañero y consejero de Minako Aino, reencarnación de una de las guerreras que protegían a la Princesa de la Luna. Estas guerreras han protegido a Usagi, alias "Sailor Moon", desde los remotos tiempos en que ésta era la Princesa Serenity en el antiguo Milenio de Plata. Ellas son las Sailor Senshi conocidas como Sailor Mercury, Mars, Jupiter y Sailor Venus. Según el manga, Minako alias Sailor Venus es la líder de éstas cuatro; por lo cual la misión de Artemis es la de guiar y apoyar a la líder de las cuatro guardianas, por encima de todo.
A diferencia de Luna, Artemis es un personaje de carácter más flexible y menos estricto. No parece molestarle llevar el mismo nombre que una diosa de sexo femenino, Artemisa; ni siquiera cuando ese detalle es objeto de bromas por parte de Minako. Su actitud hacia ella es con frecuencia la de un "hermano mayor"; si bien a veces una ocasional e intrascendente atracción de él respecto a ella, a causa de la condición de Minako como "diosa de la belleza", se sugiere de manera implícita. También siente un gran afecto hacia Luna, a quien consuela a menudo cuando está triste o preocupada. Por otra parte, él es un buen padre con respecto a su futura hija Diana, tal y como se evidencia a partir del cariño que ella constantemente le demuestra. 
Artemis es muy inteligente; ya que al igual que Luna es capaz de utilizar computadoras y otros aparatos, obtener información sobre los villanos, así como también fabricar armas de combate o dispositivos para entrenar a las Sailor Senshi. En el manga de Codename wa Sailor V, Artemis es quien fabrica el videojuego de Sailor V como herramienta para entrenar a Minako, y con frecuencia le entrega armas y accesorios para combatir. Desempeña la misma tarea en la serie en imagen real, pero no así en la de anime o en el manga de Sailor Moon; si bien en este último le entrega a Sailor Venus su Cristal Sailor, el Cristal de Venus, en la cuarta temporada. En la serie en imagen real, les otorga a cuatro de las Sailor Senshi unas nuevas armas de pelea llamadas Sailor Star Tambourines (セーラー・スター・タンバリン?). Tal y como sucede con los objetos presentados por Luna, no está claro si éstos han sido fabricados por él mismo, o si los ha conseguido en alguna otra parte.